# Wawrzyniec Okrajni
Wawrzyniec Okrajni (ur. 8 września 1887 w Sułoszowej, zm. 6 marca 1951 w Sułoszowej) – polski działacz ludowy, poseł na Sejm Ustawodawczy (1947–1951).

## Życiorys
Urządzał w 1905 pogadanki dla polskiej młodzieży. W 1914 został aresztowany za aktywność polityczną i skazany na siedem miesięcy więzienia przez sąd w Kielcach. Był wieloletnim działaczem Stronnictwa Ludowego (do którego wstąpił w 1922), w dwudziestoleciu międzywojennym pełnił między innymi funkcję prezesa Zarządu Okręgowego SL w Olkuszu. Należał również od 1919 do Ochotniczej Straży Ogniowej. Za swoją działalność polityczną był wielokrotnie aresztowany i represjonowany. Działał także w „Samopomocy Chłopskiej”. W 1947 uzyskał mandat poselski na Sejm Ustawodawczy, reprezentując początkowo „lubelskie” SL, a od 1949 Zjednoczone Stronnictwo Ludowe. Zmarł w trakcie trwania kadencji w marcu 1951.